# الدين في جزر القمر
الدين السائد في جزر القمر هو الإسلام، مع وجود أقلية مسيحية صغيرة. على الرغم من أن الدستور، بصيغته المعدلة في 2018، أزال الإشارة إلى دين الدولة في دستور عام 2009، مشيرا ببساطة إلى أن الإسلام السني هو مصدر الهوية الوطنية، فإن قانون 2008 الصادر في يناير 2013 يحظر ممارسة أشكال أخرى من الإسلام في دولة. يحظر نشر أي دين غير الإسلام.

## المسيحية
يمارس حوالي 2٪ من سكان جزر القمر المسيحية. هؤلاء هم عمومًا من الروم الكاثوليك.
يحظر التبشير بالمسيحية أو أي دين آخر غير إسلامي.